# Нік Порзіґ
Нік Порзіґ (англ. Nick Porzig, 1 липня 1972) — південноафриканський академічний веслувальник.
Срібний призер Олімпійських Ігор 2000 року в складі вісімки, учасник 1996 року.
Чемпіон Співдружності 1994 року в складі розпашної четвірки зі стерновим.